# Parque Bacacheri
O Parque Bacacheri é um logradouro da cidade de Curitiba, capital do estado do Paraná. Com 152 mil m2, o parque é a principal  referência do bairro (de mesmo nome) que é considerado um dos mais antigos da cidade e que já foi uma colônia de franceses (originários da Argélia) com o nome de Colônia Argelina.
Até meados do século XX o local era chamado de Tanque do Bacacheri, pois ali era formado um pequeno lago em meio ao percurso do Rio Bacacheri. Com algumas reformas e a implantação de melhorias, a prefeitura inaugurou, em 1988, o Parque General Iberê de Mattos que anos mais tarde ganhou um nome de referência que é mais conhecido que a denominação oficial: Parque Bacacheri.
Com uma infraestrutura de recreação e lazer para os moradores locais e turistas, o parque oferece desde pista de caminhada até canchas de volei e futebol de areia, contando, também, com lanchonetes, bica d'água, lago, churrasqueiras e playground.